# Kopriva, Sežana
Kopriva je naselje v Občini Sežana.

## Znane osebnosti
V Koprivi sta bila rojena:
- Josip Križaj, jugoslovanski vojaški pilot in letalski as
- Branka Jurca, pisateljica